# Euxoa pluralis
Euxoa pluralis là một loài bướm đêm thuộc họ Noctuidae. Loài này có ở British Columbia, phía nam đến Nevada và California.
Sải cánh dài khoảng 34 mm.

## Hình ảnh

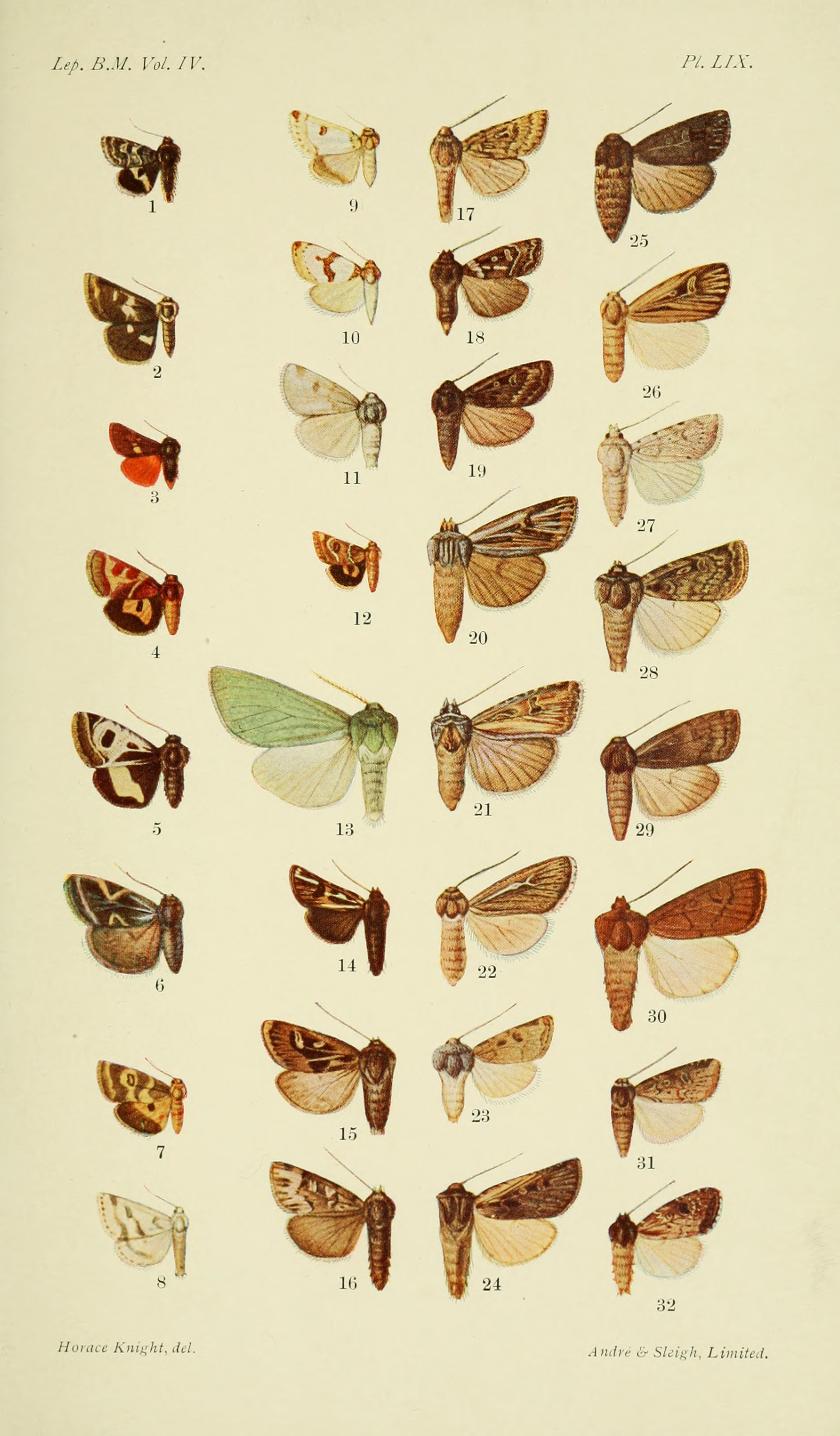